# Le Verdict (film, 1962)
Pour les articles homonymes, voir Verdict (homonymie).
Pour plus de détails, voir Fiche technique et Distribution.
Le Verdict (titre original : Term of Trial) est un film britannique réalisé par Peter Glenville, sorti en 1962.

## Synopsis
Graham Weir est un instituteur dont le casier judiciaire pour avoir refusé de se battre pendant la Seconde Guerre mondiale l'a empêché de progresser davantage dans sa carrière d'enseignant. Des années plus tard, il est marié à une femme très aigrie et officie dans une école avec de nombreux élèves turbulents. Son intérêt sincère pour les progrès de ses élèves l'amène à s'impliquer dans leurs situations personnelles. Son attention particulière pour Shirley Taylor, une étudiante qui a le béguin pour lui, le conduit à de sérieux ennuis.

## Fiche technique
- Titre : Le Verdict
- Titre original : Term of Trial
- Réalisation : Peter Glenville
- Scénario : James Barlow et Peter Glenville
- Photographie : Oswald Morris
- Montage : Jim Clark
- Musique : Jean-Michel Damase
- Direction artistique : Tony Woollard
- Décors : Wilfred Shingleton
- Décorateur de plateau : Peter James
- Costumes : Beatrice Dawson
- Producteurs : James H. Ware producteur associé, James Woolf et John Woolf (non crédité)
- Société de production : Romulus Films* Pays d'origine : Royaume-Uni
- Langue : anglais
- Format : Noir et Blanc - Son : Mono (Westrex Recording System)
- Genre : Film dramatique
- Durée : 130 minutes
- Date de sortie :
  -  Royaume-Uni 16 août 1962
  - Mostra de Venise :  août 1962
  -  États-Unis 30 janvier 1963 New York

## Distribution
- Laurence Olivier : Graham Weir
- Simone Signoret : Anna
- Sarah Miles : Shirley Taylor
- Terence Stamp : Mitchell
- Hugh Griffith : O'Hara
- Roland Culver : Trowman
- Dudley Foster : Détective Sergent Keirnan
- Frank Pettingell : Ferguson
- Thora Hird : Mme Taylor
- Norman Bird : M. Taylor
- Allan Cuthbertson : Sylvan-Jones
- Barbara Ferris : Joan
- Rosamund Greenwood : Constance
- Derren Nesbitt : Locataire